# Малий Песак
Мали́й Песа́к (серб. Мали Песак) — село в Сербії, відноситься до общини Каніжа Північно-Банатського округу автономного краю Воєводина.
Село розташоване між містечком Каніжа на сході та селом Мале Пияце на заході.

## Населення
Населення села становить 115 осіб (2002, перепис), з них 100% угорці.